# スコット・ブル
スコット・ブル（Scott Bull 1953年6月8日- ）はアーカンソー州カムデン出身のアメリカンフットボール選手。ポジションはクォーターバック。

## 経歴
アーカンソー大学から1976年のNFLドラフト6巡でサンフランシスコ・フォーティナイナーズに指名されて入団した。走力のあるQBで、46回のランで186ヤードを獲得、3TDをあげたが、3シーズンでのパス成績は、193回中76回成功（パス成功率39%）、3TD、17インターセプト、QBレイティング24.8であった。
1978年には5試合に先発したが、TDパス1回に対してインターセプト11回を数えQBレイティングは22.4に終わった。同年スティーブ・ディバーグが11試合に先発、チームは2勝14敗に終わり、翌シーズンからビル・ウォルシュがヘッドコーチに就任する。1978年シーズン最終戦で受けた膝の負傷によって、1979年はインジャリー・リザーブとして過ごした。
ボストン・レッドソックスからも投手としてドラフト指名された。